# Schulrecht
Schulrecht ist die Gesamtheit aller Rechtsnormen, die die Schule betreffen. Das Schulrecht regelt insbesondere die mit dem Schulbetrieb zusammenhängenden Rechte und Pflichten von Schülern, Lehrern, Eltern, Schulaufsicht und Schulträgern. Es ist Teil des öffentlichen Rechts, genauer des besonderen Verwaltungsrechts.

## Schulrecht verschiedener Staaten

### Schulrecht in Deutschland
Der Trend zur Verrechtlichung aller Lebensbereiche hat die Schulen verhältnismäßig spät erreicht. Bis weit in die Nachkriegsgeschichte der Bundesrepublik bestand das Schulrecht vor allem aus einer historisch gewachsenen Sammlung ministerieller Erlasse, die älteres Gewohnheitsrecht ersetzt, ergänzt oder präzisiert hatten und deren mehr oder minder genaue Umsetzung selbst den Charakter von Gewohnheitsrecht angenommen hatte. Erst im letzten Drittel des 20. Jahrhunderts wurde ein systematisches Gebäude aus Gesetzen und Verordnungen errichtet; Detailregelungen erfolgen nach wie vor in Form von Erlassen und Richtlinien.
Aufgrund der allgemeinen und gesetzgeberischen Kompetenzvermutung für die Länder (Art. 30, Art. 70 Abs. 1 GG) bzw. des Schweigens des Grundgesetzes zur primären und sekundären Bildungsstufe ist Schulrecht in Deutschland Länderangelegenheit (vgl. Kulturhoheit). Trotzdem unterscheidet sich die Schulorganisation in den Bundesländern nennenswert nur in wenigen, zumeist politisch stark umstrittenen Einzelheiten (Gesamtschule, Dauer der Schulzeit, Zentralabitur, Förderschule/Integration) voneinander, und auch bei solchen Themen sind zum Teil nach jahrzehntelangem Nebeneinander verschiedener Lösungen konvergente Trends zu verzeichnen. Zur Einheitlichkeit des deutschen Schulrechts tragen neben gemeinsamen Traditionen vor allem die Absprachen und förmlichen Vereinbarungen der durch Staatsvertrag zwischen den Ländern eingesetzten Kultusministerkonferenz sowie die gegenseitige Anerkennung von Schulabschlüssen und Lehrbefähigungen bei. Schulleistungsvergleiche und der Ruf nach europaweit vergleichbaren Qualifikationen werden diese Tendenzen weiter verstärken.
In Nordrhein-Westfalen zum Beispiel trat am 1. August 2005 ein einheitliches Schulgesetz in Kraft und ersetzte sieben bis dahin gültige Schulgesetze sowie die Allgemeine Schulordnung (ASchO). Nach dem Regierungswechsel in NRW (2005) wurde dieses Gesetz durch die Fassung vom 27. Juni 2006 (GV. NRW. S. 278) grundlegend im Sinne der Entwicklung zur eigenverantwortlichen Schule verändert. Nach dem Schulkonsens vom 19. Juli 2011 wurde das Schulgesetz von der neuen Koalition novelliert und die Schulstruktur erweitert (Sekundarschule).
Aufgrund der Kulturhoheit der Länder gilt vorrangig das Schulgesetz des jeweiligen Landes. Eine Übersicht der Schulgesetze der Länder Deutschlands bietet der von der KMK eingerichtete Dokumentations- und Bildungsinformationsdienst an, der eine Serviceeinrichtung für die Kultus- und Wissenschaftsministerien der Länder, für Bundesbehörden und Regierungsstellen im In- und Ausland, für internationale Organisationen sowie für sonstige Institutionen und Personen aus den Bereichen Bildung und Wissenschaft ist.
Die Sicherheitsempfehlungen der Kultusministerkonferenz sind in der Richtlinie zur Sicherheit im Unterricht (RiSU) gesammelt.

#### Verfassungsrechtliche Vorgaben
Das Grundgesetz für die Bundesrepublik Deutschland trifft in Artikel 7 folgende Festlegungen:
"(1) Das gesamte Schulwesen steht unter der Aufsicht des Staates.
(2) Die Erziehungsberechtigten haben das Recht, über die Teilnahme des Kindes am Religionsunterricht zu bestimmen.
(3) Der Religionsunterricht ist in den öffentlichen Schulen mit Ausnahme der bekenntnisfreien Schulen ordentliches Lehrfach. Unbeschadet des staatlichen Aufsichtsrechtes wird der Religionsunterricht in Übereinstimmung mit den Grundsätzen der Religionsgemeinschaften erteilt. Kein Lehrer darf gegen seinen Willen verpflichtet werden, Religionsunterricht zu erteilen.
(4) Das Recht zur Errichtung von privaten Schulen wird gewährleistet. Private Schulen als Ersatz für öffentliche Schulen bedürfen der Genehmigung des Staates und unterstehen den Landesgesetzen. Die Genehmigung ist zu erteilen, wenn die privaten Schulen in ihren Lehrzielen und Einrichtungen sowie in der wissenschaftlichen Ausbildung ihrer Lehrkräfte nicht hinter den öffentlichen Schulen zurückstehen und eine Sonderung der Schüler nach den Besitzverhältnissen der Eltern nicht gefördert wird. Die Genehmigung ist zu versagen, wenn die wirtschaftliche und rechtliche Stellung der Lehrkräfte nicht genügend gesichert ist.
(5) Eine private Volksschule ist nur zuzulassen, wenn die Unterrichtsverwaltung ein besonderes pädagogisches Interesse anerkennt oder, auf Antrag von Erziehungsberechtigten, wenn sie als Gemeinschaftsschule, als Bekenntnis- oder Weltanschauungsschule errichtet werden soll und eine öffentliche Volksschule dieser Art in der Gemeinde nicht besteht.
(6) Vorschulen bleiben aufgehoben."

Auch in den Verfassungen der Länder bestehen diverse Regelungen zum Schulwesen.

#### Schulrechte und Schulgesetze der Länder
- Schulgesetz für Baden-Württemberg (SchG)
- Bayerisches Gesetz über das Erziehungs- und Unterrichtswesen (BayEUG)
- Schulgesetz für das Land Berlin (Schulgesetz – SchulG)
- Gesetz über die Schulen im Land Brandenburg (BbgSchulG)
- Bremisches Schulgesetz (BremSchulG)
- Hamburgisches Schulgesetz (HmbSG)
- Hessisches Schulgesetz (HSchG)
- Schulgesetz für das Land Mecklenburg-Vorpommern (Schulgesetz – SchulG M-V)
- Niedersächsisches Schulgesetz (NSchG)
- Schulgesetz für das Land Nordrhein-Westfalen (Schulgesetz NRW – SchulG)
- Schulgesetz (Rheinland-Pfalz)
- Schulordnungsgesetz Saarland
- Sächsisches Schulgesetz (SächsSchulG)
- Schulgesetz des Landes Sachsen-Anhalt (SchulG LSA)
- Schleswig-Holsteinisches Schulgesetz (Schulgesetz – SchulG)
- Thüringer Schulgesetz (ThürSchulG)

### Schulrecht in Österreich
In Österreich wurde das Schulrecht im Jahre 1962 reformiert und die Freiheit der Pädagogik in einen rechtlichen Rahmen gegossen. Neben einer bloßen Kontrolle durch die Schulaufsichtsorgane wurde ein förmliches Verfahren vorgesehen, das in bestimmten Angelegenheiten eine Berufungsmöglichkeit an die Schulbehörden (Bezirksschulräte, Landesschulräte, Stadtschulrat für Wien) vorsieht. So kann zum Beispiel gegen einen Beschluss der Klassenkonferenz über das Nichtaufsteigen in die nächste Schulstufe Berufung erhoben werden, gegen einzelne Schulnoten jedoch nur eine Dienstaufsichtsbeschwerde.
Das Schulwesen ist in Österreich Bundessache, den Ländern kommt jedoch im Bereich der öffentlichen Pflichtschulen (Volksschule, Hauptschule, Polytechnische Schule, Sonderschule, Berufsschule) die Vollziehung und die Rolle als Schulerhalter zu. Die Rolle des Schulerhalters kann jedoch durch Landesgesetze auch den Gemeinden übertragen werden.
Allgemeinbildende höhere Schulen sowie Berufsbildende mittlere und höhere Schulen werden vom Bund erhalten. Die Land- und forstwirtschaftlichen Schulen (das sind insbesondere die Fachschulen auf Länderebene) sind von dem übrigen Schulwesen gänzlich getrennt.
Neben den Verfassungsgesetzlichen Regelungen in Art. 14 und 14a B-VG finden sich Regelungen über die Schulorganisation im Schulorganisationsgesetz.
In den Angelegenheiten der Schulgeldfreiheit sowie des Verhältnisses der Schule und Kirchen (Religionsgesellschaften)
einschließlich des Religionsunterrichtes in der Schule, können Bundesgesetze vom Nationalrat nur in Anwesenheit von mindestens der Hälfte der Mitglieder und mit einer Mehrheit von zwei Dritteln der abgegebenen Stimmen beschlossen werden. Gleiches gilt für ein Abgehen vom differenzierten Schulsystem in der bestehenden Form.
Das Schulrecht im engeren Sinn wird im Schulunterrichtsgesetz 1986, im Schulzeitgesetz 1985, im Schulpflichtgesetz 1985 und in den (jeweils) dazu ergangenen Verordnungen, zum Beispiel der Leistungsbeurteilungsverordnung geregelt.

### Schulrecht in der Schweiz
Das schweizerische Schulrecht ist ein rechtliches Querschnittsgebiet, welches insbesondere zahlreiche und wichtige Rechtsbereiche des Staatsrechts, des Verwaltungsrechts sowie des Privatrechts mit umfasst. Das Schulrecht umfassen Rechtsgebiete, die sich aus dem Staats- und Verwaltungsrecht überlappen. Besonders wichtig sind dabei die Verfahrensvorschriften des Schulrechts, wie zum Beispiel die Regelungen für Laufbahn- oder Disziplinarverfahren. Auch das Personalanstellungsrecht spielt eine Rolle, genauso wie das Privatrecht, insbesondere die Bestimmungen zum Sorgerecht getrennt lebender Eltern und wie sich dies auf die Kommunikation mit der Schule auswirkt. Zudem sind auch das Kindesschutzrecht und das Datenschutzrecht relevant.
Der bildungspolitische Hintergrund
Bevor der Staat vor ungefähr 200 Jahren die Verantwortung im Bildungswesen übernahm, stand das schweizerische Bildungswesen unter dem Einfluss der Kirche. Die Mittel für den Schulbetrieb wurden von der Kirche, dem Staat und Privaten aufgebracht. 1798 wurde das Bildungswesen zur Staatsangelegenheit, die Schulpflicht wurde eingeführt und eine neue staatsorientierte Schulorganisation geschaffen.
Die Kompetenzen im Bildungsbereich sind in der Schweiz aufgeteilt zwischen dem Bund, den Kantonen und den Gemeinden, wobei die Hauptverantwortung bei den Kantonen liegt. Auf nationaler Ebene gibt es kein Ministerium für Bildung und Erziehung. Das Bildungswesen ist föderalistisch aufgebaut. Vorschriften und Aufgaben werden nach dem Subsidiaritätsprinzip aufgeteilt. Die übergeordnete Ebene übernimmt nur, wenn die untergeordnete dazu nicht in der Lage ist, und beruht auf der halbdirekten Demokratie, wie es auch sonst in der Schweiz üblich ist.
Stufenbezeichnungen
Die meisten Kinder gehen mit fünf oder sechs Jahren in den Kindergarten und treten somit ihre schulische Laufbahn an. Je nach Ausbildungsweg sind die Jugendlichen mit 16–20 Jahren fertig. Obligatorisch sind 9 Schuljahre.
Das schweizerische Bildungswesen umfasst folgende Bildungsstufen und Bereiche, auf die später noch genauer eingegangen wird:
• Vorschulstufe
• Primarstufe
• Sekundarstufe I
• Sekundarstufe II
• Tertiärstufe
• Quartärstufe (Weiterbildung)
• Sonderpädagogik
Vorschulstufe
Ein Kind muss vor dem Schuleintritt ein Jahr, also im Alter von 6 Jahren, den Kindergarten besucht haben. Es besteht aber auch die Möglichkeit, daraus zwei Jahre zu machen. Die Finanzierung liegt hier hauptsächlich bei der Gemeinde. In der Schweiz unterscheidet man unter Vorschulerziehung wie Kindergärten und familienexterner Kinderbetreuung (Krippen, Tagesmütter, Spielgruppe).
Seit den 90er Jahren befassen sich zahlreiche Studien mit der Frage zur Neugestaltung der Einschulungsphase. Diese richteten sich auf ein flexibles Übertrittsalter in die Primarschule, Frühförderung der Kulturtechniken, heterogene Klassen und didaktische Innovationen, und es werden zurzeit in mehreren Kantonen Pilotprojekte durchgeführt.
Primarstufe
Die Schule ist für alle Kinder obligatorisch und kostenlos und kann frühestens mit sechs Jahren besucht werden. Als Hauptziel der Primarschule gilt, ein ausgewogenes Verhältnis zwischen sozialen, persönlichen und fachlichen Fähigkeiten zu erreichen. Im Unterschied zur Sekundarstufe I werden die Schüler der Primarschule nicht in Schultypen mit unterschiedlichen Leistungsniveaus eingeteilt, sondern in heterogenen Klassen von 20–25 Kindern von einer Lehrperson unterrichtet. Je nach Kanton geht man 4–6 Jahre in die Primarschule, wobei sie in den meisten 6 Jahre dauert.
Die Kantone sind in Zusammenarbeit mit den Gemeinden für die Organisation und Finanzierung zuständig.
Sekundarstufe I
Im zweiten Teil der obligatorischen Schulzeit, der Sekundarstufe, wird eine grundlegende Allgemeinbildung vermittelt. Sie bereitet auf eine Berufsbildung oder auf den Übertritt in weiterführende Schulen der Sekundarstufe 2 vor. Für die Jugendlichen zwischen 12 und 16 Jahren ist der Unterricht obligatorisch und kostenlos.
Die Kompetenz liegt auch hier bei den Gemeinden und dem Kanton, wobei der Kanton die Lehrpläne und Lernziele vorschreibt.
Es gibt jedoch im Gegensatz zur Primarstufe in der Sekundarstufe I verschiedene Leistungsniveaus, je nach Kanton werden in zwei oder drei verschiedene aufgeteilt.
Der Schultyp mit Grundansprüchen fördert die praktische Fertigkeit und die Allgemeinbildung und bereitet die Jugendlichen auf eine Berufslehre vor. In der Deutschschweiz wird sie meist „Realschule“ oder „Oberschule“ genannt.
Schultypen mit erweiterten Ansprüchen heißen je nach Kanton „Sekundarschule“ und „Bezirksschule“, fördern die Allgemeinbildung und bereiten auf Maturitäts-, Fachmittel- und sonstige Vollzeitschulen oder auf anspruchsvolle Berufslehren vor.
Eine Minderheit von Kantonen verzichten in der Sekundarstufe I auf die Führung von verschiedenen Schultypen. Die Schulstrukturen sind jedoch auch kantonsintern nicht immer einheitlich, denn in verschiedenen Kantonen laufen zurzeit Versuche zu unterschiedlichen Modellen, die die Durchlässigkeit zwischen den Schultypen erleichtern sollen und somit den Schülern den Wechsel zwischen den jeweiligen Schultyp erleichtern soll.
Sekundarstufe II
Nach dem obligatorischen Neunten Schuljahr, treten Jugendliche in die Sekundarstufe II ein, welche sich in eine allgemeinbildende und in eine berufsbildende Ausbildung teilt.
Die Maturitäts- und Fachmittelschulen sind allgemeinbildend und bereiten auf eine weiterführende Ausbildung auf der Tertiärstufe – entweder an einer Hochschule oder einer Höheren Fachschule – vor.
Die Berufsbildung kann in Lehrbetrieben mit Unterricht in den Berufsschulen oder in einem schulischen Vollzeitangebot wie Lehrwerkstätten oder berufliche Vollzeitschulen absolviert werden. Diese dauern je nach Ausbildung zwei bis vier Jahre und wird mit einem Abschlusszertifikat beendet.
Heil- und Sonderpädagogik
Kinder mit besonderen Bildungsansprüchen können spezielle Schulungsformen besuchen. Allgemeine Schulpflicht von neun Jahren gilt jedoch auch für Kinder mit Seh-, Hör-, Körper-, Lern-, geistiger oder sprachlicher Behinderung, wie auch Verhaltensauffälligkeiten. Der heilpädagogische Bereich wird sowohl von Vereinen und Stiftungen als auch von Gemeinden und Kantonen finanziert.
Die Art und Weise der Schulung ist von Kanton zu Kanton unterschiedlich. Sie umfasst Sonderschulen, die von der Invalidenversicherung subventioniert werden, Sonderklassen, welche meist in der Regelschule integriert sind, und ein ambulantes Förder-, Beratungs- und Therapieangebot.
Höhere Berufsbildung und Hochschulen
Im tertiären Bereich sind sowohl die Kantone wie auch der Bund zuständig.
In diesem Bereich geht es um die Vermittlung und den Erwerb von Qualifikationen, die für eine anspruchs- und verantwortungsvolle Berufstätigkeit erforderlich sind. Voraussetzung für den Besuch dieser Ausbildung ist ein eidgenössisches Fähigkeitszeugnis oder der Abschluss einer höheren Allgemeinbildung. Es gibt über 350 anerkannte Berufs- bzw. höhere Fachprüfungen, die entweder mit einem Diplom oder einem Fachausweis abgeschlossen werden. Die höheren Fachschulen gehören zur höheren Berufsbildung.
Es gibt verschiedene Fachhochschulen, die umfassende, praxisbezogene Studienlehrgänge anbieten. An den kantonalen universitären Hochschulen werden eher theoretische Lehrgänge angeboten.

## Systematik
Hier nun ein Versuch, die verschiedenen Teilbereiche des Schulrechts unabhängig von nationalen oder subnationalen Einzelregelungen zu systematisieren:
- Schulträgerschaft:
  - Welche staatliche Ebene finanziert Schulgebäude/laufende Sachkosten/Personalkosten?
  - Unter welchen Bedingungen dürfen andere Träger Privatschulen unterhalten?
  - Schulgeld oder Unentgeltlichkeit, Lernmittelfreiheit, kostenfreie Schülerbeförderung?
  - Schulbezirke, Pflicht zur Aufnahme oder Recht zur Zurückweisung von Schülern?
- Schulorganisation:
  - Welche Schulformen und Bildungsgänge gibt es, welche Zugangsbedingungen, Übergangsmöglichkeiten, Abschlussprüfungen? Versetzung, Blauer Brief
  - Schulaufsicht: Erlass von Lehrplänen, Dienstaufsicht über die Lehrer usw.
  - Rechte und Pflichten der Schulleitung
  - Schulkonferenz
  - Lehrerkonferenzen, z. B. Klassenkonferenz
  - Werbung und Sponsoring in der Schule
  - Klassenfrequenzen, Hitzefrei
- Unterricht und Pädagogik, Pflichten und Rechte des Schülers:
  - Schulpflicht, Berufsschulpflicht, Schulzwang
  - gesetzliche Erziehungsziele, lokales Schulprogramm
  - Lehrpläne
    - Spezialregelungen für einzelne Fächer: Religionsunterricht, Sexualpädagogik, Befreiung vom Sportunterricht

  - Zulassung von Schulbüchern
  - Schulrechtliche Aufsicht mit speziellen Vorschriften für den Schulsport und für Schulfahrten („Badeerlass“, „Wandererlass“), Rauchen in der Schule
  - Pädagogische Maßnahmen, Ordnungsmaßnahmen
  - Leistungsbeurteilung, schriftlicher Leistungsnachweis in der Schule (Lernkontrolle), Schulnoten, Schulzeugnisse, Versetzung, Unterschleif
  - Datenschutz, Aufbewahrung, Rückgabe von Schülerarbeiten, Archivierung
- Dienstrecht für Lehrer:
  - Wichtigste Normen: Beamtenrechtliche Regelungen, Dienstordnung
  - Disziplinarrecht
  - Amtshaftung
  - Lehrerausbildung
  - Leistungsbeurteilung
  - Stellenausschreibung, Beförderungen
  - pädagogische Freiheit
  - Spezielle Bestimmungen aus dem Urheberrecht für die Herstellung und Verwendung von Unterrichtsmaterialien; dagegen keine Sonderregelungen bei Softwarelizenzen, sondern müssen Schullizenzen mit dem Lieferanten vereinbart werden.
- Mitwirkung von Schülern und Erziehungsberechtigten:
  - Mitbestimmungsgremien: Schülervertretungen, Elternvertretungen;
  - Schülerzeitungen;
  - individuelles Mitwirkungsrecht der Erziehungsberechtigten.